# Communauté de communes du canton de Montpont-en-Bresse
La communauté de communes du canton de Montpont-en-Bresse est une ancienne communauté de communes française, située dans le département de Saône-et-Loire en région Bourgogne.

## Historique
Au 1er janvier 2014, la communauté de communes devrait fusionner avec la communauté de communes de Saône et Seille ainsi qu'avec les communes de Savigny-sur-Seille et de La Frette issues de la communauté de communes du canton de Montret  pour former une nouvelle structure intercommunale: la communauté de communes Saône, Seille, Sâne,.

## Composition
Cet ÉPCI se compose des communes suivantes :
| Nom                        | Code Insee | Superficie (km2) | Population (dernière pop. légale) | Densité (hab./km2) |
| -------------------------- | ---------- | ---------------- | --------------------------------- | ------------------ |
| Montpont-en-Bresse (siège) | 71318      | 37,46            | 1 100 (2014)                      | 29                 |
| Bantanges                  | 71018      | 10,73            | 557 (2014)                        | 52                 |
| La Chapelle-Thècle         | 71097      | 16,48            | 449 (2014)                        | 27                 |
| Ménetreuil                 | 71293      | 15,04            | 402 (2014)                        | 27                 |
| Sainte-Croix               | 71401      | 20,87            | 629 (2014)                        | 30                 |

## Administration
Le siège de la communauté de communes est situé à Montpont-en-Bresse.

### Conseil communautaire
L'intercommunalité est gérée par un conseil communautaire composé de délégués[Combien ?] issus de chacune des communes membres.

### Présidence
La présidente actuelle est Nadine Morey, maire de Bantanges.
| Période                                  | Période  | Identité     | Étiquette | Qualité             |
| ---------------------------------------- | -------- | ------------ | --------- | ------------------- |
| Les données manquantes sont à compléter. |          |              |           |                     |
|                                          | En cours | Nadine Morey |           | Maire de Bantanges. |